# Зіграй мою музику
«Зігра́й мою́ му́зику» (англ. Make Mine Music) — повнометражний мультиплікаційний фільм студії Волта Діснея, вперше показаний у кінотеатрах 15 серпня 1946 року. Є восьмим класичним мультфільмом кінокомпанії Walt Disney Productions. «Зіграй мою музику» було показано на Каннському кінофестивалі 1946 року.

## Сегменти
Мультфільм складається з 10 сегментів, непов'язаних один із одним.
- The Martins and the Coys. Сегмент оповідає про ворожнечу двох сімей: Мартинов і Коєв, Які, зрештою, перестріляли одне одного. Двоє останніх представників сімей, хлопець і дівчина, закохуються й одружуються, але на радість їхніх сімей, які спостерігали з небес, після весілля не можуть жити в світі. Через зображення перестрілки даний сегмент було вирізано з відео-релізу мультфільму.
- Blue Bayou. Даний сегмент спочатку повинен був входити до мультфільму «Фантазія», та використовувати музичну композицію Клода Дебюссі «Місячне сяйво». Однак у «Зіграй мою музику» дану композицію було замінено піснею «Blue Bayou» у виконанні Кена Дарбі. Проте, оригінальний варіант короткометражки також зберігся.
- All the Cats Join In. Група підлітків із 40-х вирушають на танці. Музика для сегмента була виконана Бенні Гудменом і його оркестром.
- Без тебе — балада про втрачене кохання у виконанні Енді Расселла.
- Casey at the Bat. Даний сегмент знято за однойменною поемою Ернеста Тайера. Кейсі, зарозумілий професійний гравець у бейсбол, бере в руки биту, щоб урятувати свою команду від програшу, але його надмірна самовпевненість призводить його до поразки.
- Два силуети — танцювальний дует двох силуетів, виконаний Давидом Лішином і Тетяною Рябушинською (хореографія Лішина). Головну пісню композитора Чарльза Волкотта виконала Діна Шор.
- Петрик і вовк. Епізод знято за однойменною композицією Сергія Прокоф'єва. Російський хлопчик на ім'я Петрик вирушає до лісу полювати на вовка. Йому допомагають його друзі тварини: пташка Саша, качка Соня та кіт Іван.
- After You’ve Gone. У даному сегменті показані чотири антропоморфних музичних інструменти, що подорожували музичним майданчиком. Як і в «All the Cats Join In» музику для цього сегмента виконують Бенні Гудмен і його оркестр.
- Johnny Fedora and Alice Blue Bonnet. Даний сегмент оповідає про два капелюха: Джонні Федора й Еліс Блю Боннет, які закохалися одне в одного. Після того як Еліс продають, Джонні намагається знайти її. 21 травня 1954 року даний сегмент було показано в театрах як окрему короткометражку[5].
- The Whale Who Wanted to Sing at the Met. Розповідь про кита Віллі, що володів неймовірним музичним талантом і вмів співати. Його мрією було виступати в опері. Однак імпресаріо Тетті-Татті, який думав, що кит просто проковтнув оперного співака, знаходить Віллі та вбиває його гарпуном. Однак у кінці оповідач повідомляє глядачам, що кит продовжує співати на небесах. Всіх персонажів в цьому сегменті озвучив Нельсон Едді.

## Ролі озвучували
- Нельсон Едді — оповідач, персонажі (The Whale Who Wanted to Sing at the Met)
- Діна Шор — вокал (Two Silhouettes)
- Сестри Ендрюс — вокал (Johnny Fedora and Alice Bluebonnet)
- Джеррі Колонна — оповідач (Casey At the Bat)
- Стерлінг Холловей — оповідач (Peter and the Wolf)
- Енді Расселл — вокал (Without You)
- The Pied Pipers — вокал
- The King’s Men — вокал (The Martins and the Coys)
- Хор Кена Дарбі — вокал (Blue Bayou)
- Девід Лішин — танцюрист (Two Silhouettes)
- Тетяна Рябушинська — танцівниця (Two Silhouettes)